# Тюрьма Вита Бьорн
Тюрьма Вита Бьорн  (швед. Vita Björn — Белый медведь) — тюрьма возле замка Кастельхольм, коммуна Сунд, Аландские острова, Финляндия. Построена в 1784 году и действовала до 1975 года, когда была закрыта. Одна половина дома была использована в качестве квартиры для тюремщика и его семьи, а другая половина разделена на камеры. Первоначально их было только три, затем к 1839 году были добавлены ещё две.
В ходе реставрации в начале 1980-х годов здание приобрело первоначальный вид. В 1985 году состоялось открытие музея тюрьмы, где устроена выставка развития пенитенциарной системы с конца XVIII века по 1950 год.
Также на территории музея располагаются кафе и ресторан.